# Palnissa spatula
Palnissa spatula là một loài bướm đêm thuộc họ Erebidae. Nó được tìm thấy ở Palni Hills in south-central Ấn Độ.
Sải cánh dài khoảng 11 mm. 